# トーゴの音楽

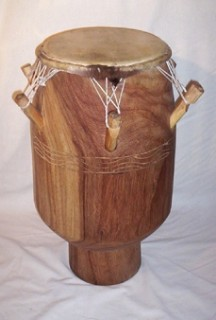
トーゴの太鼓。

トーゴの音楽（Music of Togo）を概説。
トーゴはベラ・ベロー、アコファー・アクサー、アフィア・マラ、イタディ・ボニー、ウェルボーン、キング・メンサー、ジミ・ホープなど、国際的に有名な人気エンターテイナーを数多く輩出している。

## 国民的音楽
トーゴの国歌は、Alex Casimir-Dosseh作のSalut à toi, pays de nos aïeux (祖先の国) である。1979年から1992年にかけて、それはトーゴ人民集会の党によって作曲された国歌に置き換えられた。フランス語は、トーゴの公用語および商業言語である。

## 伝統音楽
トーゴの南部の平原は最も人口の多い地域で、首都ロメはギニア湾に面しているが、近隣のガーナやベナンと同様に、その領土は北に数百キロ伸び、中央の丘陵地帯を通って北のサバンナに入る。ブルキナファソと国境を接している。人口は600万人を超え、そのうち65%が農村部と農耕民であり、約21の民族グループで構成されている。人口の約51%が先住民族の信仰を持ち、29%がキリスト教徒、20%がイスラム教徒である。
最も人口の多い2つの言語グループは、南部のエウェ (人口の約32%) と北部のカビェ (人口の 22%) である。GenまたはMinaは南部で2番目に主要な言語であり、エウェと密接に関連している。ほとんどの南部の人々はこれら2つの言語を使用しており、トーゴ全体の商業部門で話されている。別の関連言語であるFonとAjaも南部で話されている。ヨーロッパ人が到着する数世紀前に、Eweが東からトーゴに入り、西からAkanが入った。
南部の漁師の民謡には、ガンコグイやフリキワなどの鐘が伴奏されることもある。EweとKabyeの民謡が一般的で、FonとYorubaの歌も見られる。トーゴ音楽には、パーカッション主導の多種多様なダンス・ミュージックが含まれている。トーゴの太鼓はキリスト教徒やイスラム教徒によっても使用され、人生のすべての主要なイベントを祝い、ExpesosoやYeke Yekeフェスティバルなどのフェスティバルに使用される。アネホ地区だけで使用されている太鼓には、agbadja, ageche, aziboloe, kple, amedjeame, akpesse, grekon, blekete, adamdomなどが存在する。トーゴには数多くのリズムがあり、各地域には独自の特別なビートがある。
中央の丘では、テム語とガーナ・トーゴ山脈の言語が話されている。ダゴンバ語は北部で2番目に一般的な言語であり、モシ語やグルマ語などの他のグル語も見られる。これら北方民族の文化は、トーゴの隣国であるガーナやブルキナファソにまで及ぶ。ダゴンバの人々は、kologo( xalam ) やgonjey)、フルート、声などの弦楽器を演奏し、ポリリズムを叩いたり、トーキングドラム、ひょうたんドラム、ブレケテで演奏したりする。ギリシロフォン音楽の伝統も一般的であり、数人の奏者が複雑なサイクリング・リズムを生み出している。他に弓などの民族楽器がある。ノーザン・スタイルの音楽は、ほとんどがマイナー・ペンタトニック・スケールに設定されており、メリスマはメロディック・スタイルとボーカル・スタイルで重要な役割を果たしている。
トーゴの踊りには、kamou、soo、tchimou、南王室のdjokoto、戦争の踊りkpehouhuonとatsina、ハンターの踊りadewu、高床式の踊りtchebe、miming masseh、沿岸のsakpateやkakaなどの地域の踊りが含まれる。

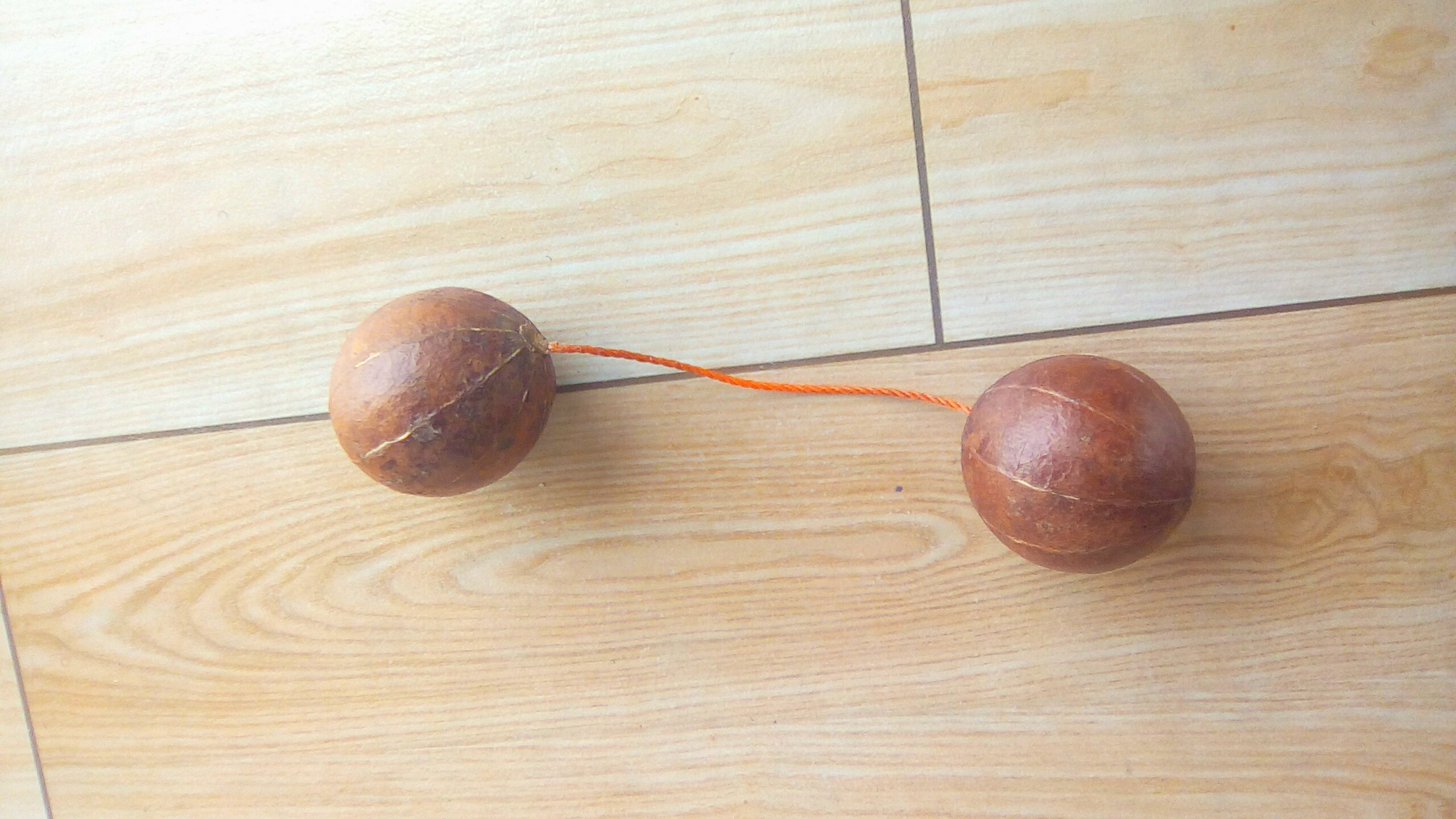
テレヴィと呼ばれるトーゴの伝統楽器

## ポピュラー音楽
国際的に有名なパフォーマーであるキング・メンサーは、アビジャンのKi-Yi M'Bock・シアターの元パフォーマーで、フランス領ギアナで自身のショーを開く前にヨーロッパと日本をツアーし、その後パリに移り、Favanevaというバンドを結成した。ピーター・ソロ、トーゴ出身のブードゥー・ゲーム・ミュージックの男。神々に敬意を表して歌われたこれらの心に残るセリフをエネルギッシュな1970年代のアフロ・ファンクに統合するというアイデアは、このブードゥーの伝統とトランスの間で彼が見つけたアナロジーのピーターの心の中での明らかな拡張であった。ブルース、ファンク、ジェームス・ブラウン、オーティス・レディング、ウィルソン・ピケットのリズム・ブルースなどのインデューサー。ピーターは、この新しいサウンドが彼を通して流れてくるのを聞いて、それをVodoo Gameと名付けた。
ベラ・ベローはトーゴで最も有名なミュージシャンであり、南アフリカのミリアム・マケバとよく比較される。彼女のキャリアは、1966年にダカール・アーツ・フェスティバルで母国を代表した後に始まった。彼女は1969年にトーゴ系フランス人のプロデューサー、ジェラール・アクエソンと仕事をし、愛をテーマにしたバラードを歌うキャリアを開始し、すぐにフランスの国営ラジオに出演し、その後有名なオリンピア・ミュージック・ホールに出演した。マヌ・ディバンゴとのヒット曲「サンゴ・ジーザス・クリスト」を録音した直後の1973年に自動車事故で亡くなるまで、彼女は世界中をツアーした。ベローの後を追って、マバ、アフィア・マラ、フィフィ・ラフィアトゥ、イタ・ジュリアスなどの女性歌手が次々と登場した。他のミュージシャンには、ジミ・ホープが含まれる。ホープは、政治的に鋭い歌詞と革新的なロックベースのスタイルで知られている。
ヒップホップは盛り上がりを見せており、2003年には第1回トーゴ ヒップホップ アワードの授賞式が行われた。